# Nicholas Griggs
Nicholas „Nick“ Griggs (* 18. Dezember 2004) ist ein irischer Leichtathlet, der sich auf den Mittelstreckenlauf spezialisiert hat.

## Sportliche Laufbahn
Erste internationale Erfahrungen sammelte Nicholas Griggs im Jahr 2021, als er bei den U20-Europameisterschaften in Tallinn in 8:17,18 min die Goldmedaille im 3000-Meter-Lauf gewann. Im Dezember gelangte er bei den Crosslauf-Europameisterschaften in Dublin nach 18:42 min auf den 16. Platz im U20-Rennen und sicherte sich in der Teamwertung die Silbermedaille. Im Jahr darauf gelangte er bei den U20-Weltmeisterschaften in Cali mit 8:04,42 min auf Rang neun über 3000 Meter. Im Dezember gewann er bei den Crosslauf-Europameisterschaften in Turin nach 17:41 min die Silbermedaille im U20-Rennen und gewann in der Teamwertung erneut die Silbermedaille. 2023 gewann er bei den U20-Europameisterschaften in Jerusalem in 8:45,69 min die Silbermedaille über 3000 Meter und im August schied er bei den Weltmeisterschaften in Budapest mit 3:40,72 min in der ersten Runde im 1500-Meter-Lauf aus. Im Dezember gewann er bei den Crosslauf-Europameisterschaften in Brüssel in 16:24 min die Bronzemedaille im U20-Rennen und sicherte sich in der Teamwertung die Goldmedaille. Im Jahr darauf schied er bei den Europameisterschaften in Rom mit 3:46,66 min im Vorlauf über 1500 Meter aus und im Dezember gewann er bei den Crosslauf-EM in Antalya in 18:28 min die Silbermedaille im U23-Rennen hinter dem Briten Will Barnicoat. 2025 gewann er bei den U23-Europameisterschaften in Bergen in 13:45,80 min die Silbermedaille hinter dem Niederländer Niels Laros.

## Persönliche Bestzeiten
- 1500 Meter: 3:35,04 min, 24. Juli 2024 in London
  - 1500 Meter (Halle): 3:39,94 min, 25. Februar 2023 in Birmingham (irischer U20-Rekord)
- Meile: 3:52,42 min, 11. Juli 2025 in Dublin
  - Meile (Halle): 3:56,40 min, 10. März 2022 in Dublin (irischer U20-Rekord)
  - 2000 Meter (Halle): 5:01,98 min, 10. Februar 2024 in Liévin
- 3000 Meter: 7:36,59 min, 20. Juli 2024 in London
  - 3000 Meter (Halle): 7:45,57 min, 3. Februar 2024 in Metz
- 5000 Meter: 13:13,07 min, 12. Juli 2024 in Dublin